# Franziska Hornig
Franziska Hornig ist eine deutsche Wissenschaftsmanagerin und seit 2020 Generalsekretärin der Nationalen Akademie der Wissenschaften Leopoldina.

## Werdegang
Hornig studierte Internationales Finanzmanagement an der Hochschule für Wirtschaft und Umwelt in Nürtingen und an der Ajou University in Suwon in Südkorea. Sie schloss 2009 einen Bachelor of Arts in Betriebswirtschaft und Management der Hochschule Osnabrück ab.
Von 2010 bis 2011 war sie Projektadministratorin im Deutschen Zentrum für Luft- und Raumfahrt in Bonn. Danach wechselte sie an das Institut für Molekulare Biologie gGmbH in Mainz und war dort von 2011 bis 2016 für Forschungsförderung zuständig. Im Jahr schloss sie einen Master of Public Administration in Wissenschaftsmanagement an der Deutschen Universität für Verwaltungswissenschaften in Speyer ab. 
Von 2016 bis 2018 leitete sie die Abteilung Forschung der Universitätsmedizin der Johannes Gutenberg-Universität Mainz. Anschließend wechselte sie als Verwaltungsleiterin an das Max-Planck-Institut für Polymerforschung in Mainz und war dort bis 2020 tätig. 
Seit 2020 ist Hornig Generalsekretärin der Nationalen Akademie der Wissenschaften Leopoldina. Sie folgte damit auf Jutta Schnitzer-Ungefug, die in den Ruhestand ging.